# كوتارو كاواسات
كوتارو كاواسات (باليابانية: 川里 光太郎) (10 يونيو 1988 في كودايرا في اليابان – )؛ هو لاعب كرة قدم كان يلعب كمدافع.

## وصلات خارجية
- كوتارو كاواسات على موقع رابطة كرة القدم اليابانية للمحترفين (اليابانية)